# Dreizehnlinden (Friedrich Wilhelm Weber)

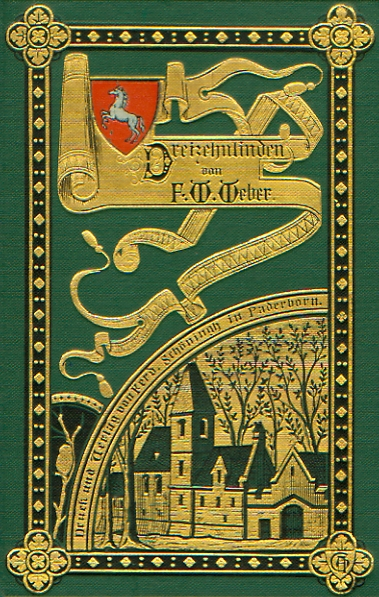
Originalausgabe der Dreizehnlinden von 1878

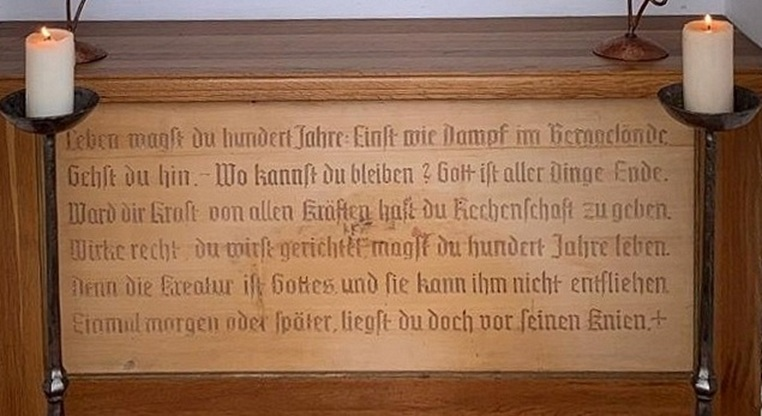
Inschrift aus Dreizehnlinden in der Sühnekapelle in Leobendorf (Niederösterreich)

Dreizehnlinden ist ein Epos von Friedrich Wilhelm Weber, das den Endkampf zwischen Franken und Sachsen, zwischen dem aufblühenden Christentum und dem versinkenden Heidentum im Nethegau schildert. Da die Hauptträger der christlichen Idee die Mönche sind, hat der Dichter sein Werk nach dem fiktiven Kloster „Dreizehnlinden“ genannt.  

## Entstehung
Dreizehnlinden erschien 1878 beim Verlag Ferdinand Schöningh in Paderborn. Weber wählte für sein Epos in 25 Gesängen den vierfüßigen Trochäus. Die ersten bereits 1874 entworfenen Gesänge waren reimlos. Dazu benutzte er den Stabreim, der in den zeitlichen Rahmen der Dichtung passt („frisch und freudig“, „Haus und Hügel“, „Welt und Wissen“, „Zins und Zehnten“). Weiter liebt er es, Worte und Verse zu wiederholen, um eine Klimax zu erreichen. Der Lyriker Emanuel Geibel, vom Wert des dichterischen Werkes überzeugt, informierte seinen Freund Emil Rittershaus in Barmen. Rittershaus schrieb eine glänzende Rezension in der Elberfelder Zeitung. So gewann Weber über Nacht Berühmtheit.

## Ort und Zeit der Handlung
In der Heimat Webers, dem Nethegau, spielt die Handlung in der Regierungszeit Ludwigs des Frommen etwa vom Frühjahr 822 bis zum Sommer 823. Die Bezeichnung Habichtshof ist ein freundlicher Zug gegen den Freiherrn von Haxthausen, dem diese Besitzung gehört. Der Stoff selbst beruht auf freier Erfindung, auch wenn geschichtliche Persönlichkeiten genannt werden, wie Badurad, der Bischof von Paderborn, oder Warin, der Abt von Corvey. Nach Webers Worten steht nichts dagegen, sich unter Dreizehnlinden das Kloster Corvey vorzustellen. Der Schriftsteller Gustav Freytag, ein enger Freund Webers, gab jenem durch sein kulturgeschichtliches Werk Bilder aus der deutschen Vergangenheit wertvolle Hinweise. In der Nähe des Klosters Corvey existiert tatsächlich eine Stelle, die Dreizehnlinden genannt wird.

## Handlung
Der Sachse Elmar, Besitzer des Habichtshofes, im heidnischen Glauben aufgewachsen und zum Hass gegen die invasorischen Franken erzogen, liebt die  fränkische Christin Hildegunde. Aber noch immer schwelt der tiefgreifende Sachsenkrieg zwischen den fränkischen Eroberern  und den Sachsen, die das Blutgericht von Verden nicht vergessen haben. Diese blutige Missionierung war wenig geeignet, den christlichen Geist überzeugend zu verbreiten. Der Widerspruch zwischen dem kriegerischen Handeln der Franken und ihrer christlichen Friedensbotschaft wird von der Seherin Swanahild aufgezeigt. Der fränkisch-sächsische, christlich-heidnische Konflikt entlädt sich mit voller Wucht, als Elmar von Gero, dem fränkischen Königsboten, falsch der Brandstiftung beschuldigt wird. Der Graf des Nethegaus erklärt Elmar für vogelfrei. Diese Gelegenheit ergreift Gero, der Hildegunde für sich gewinnen will, und trifft Elmar mit einem vergifteten Pfeil. Um sein Leben ringend, findet dieser nun im Kloster Dreizehnlinden gütige Aufnahme. Jenseits von Hass und Gewalt gesundet er unter der Obhut des greisen Abtes und des Priors. Elmar entsagt, nun vom Prinzip der Gewaltlosigkeit überzeugt, dem kriegerischen Glauben und lässt sich taufen. Damit gewinnt er die Fränkin Hildegunde zur Frau (Kap. XXIV, 4). Vorher wird die falsche Beschuldigung entlarvt, und Elmar von König und Bischof wieder in seine Rechte als freier Herr vom Habichtshof eingesetzt (Kap. XXIV 1, "Elmar, hier die Hand, mein Knabe, Deine Unschuld ward erwiesen, Wie? - das später; jetzt das eine: Du bist frei; Gott sei gepriesen").

### Reimform und häufige Zitate
Gern gereicht, ist unverächtlich
Auch des kleinern Mannes Gabe.
Elmar, Herr vom Habichtshofe,
Sprach zu seinem Jagdgesinde:
Gute Meute, gute Beute;
Hängt den Bären an die Linde!

## Bedeutung

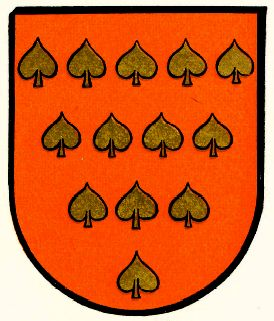
Wappen des Amtes Höxter-Land mit 13 Lindenblättern

- Das Wappen des ehemaligen Amtes Höxter-Land enthält 13 Lindenblätter in Anspielung auf das Epos von Weber
- Das Werk hatte bis in die 1950er-Jahre einen festen Platz in der Schulliteratur Deutschlands. Der Spruch: „Erst gehörst du deinem Gotte, ihm zunächst der Heimaterde“ aus dem 17. Gesang ist seit 1951 auf der Eingangspforte der Freilichtbühne Lohne eingeschnitzt.
- In Erinnerung an Webers Hauptwerk trägt die vom damaligen österreichischen Landwirtschaftsministers Andreas Thaler 1933 gegründete Aussiedler-Gemeinde Treze Tilias (Dreizehnlinden) in Brasilien den Namen des Erfolgsepos.
- Ein Bewunderer und Freund war Konrad Adenauer.